# American Idiot (comédie musicale)
Pour les articles homonymes, voir American Idiot (homonymie).
American Idiot est une comédie musicale juke-box créée en 2009 et adaptée de l'album studio American Idiot du groupe de punk rock américain Green Day, sorti le 21 septembre 2004.

## Genèse
Le livret est écrit conjointement par Billie Joe Armstrong, le chanteur et guitariste de Green Day, et par le metteur en scène Michael Mayer, et la musique inclut l'ensemble des chansons de American Idiot, auxquelles s'ajoutent la chanson bonus Favorite Son, la face B Too Much Too Soon, une nouvelle chanson, When It's Time, ainsi que quelques chansons de l'album 21st Century Breakdown,.
Les premières représentations ont lieu au Repertory Theatre de Berkeley. L'avant-première a lieu le 4 septembre 2009, puis la première représentation se tient le 15 septembre. Devant le succès rencontré, la comédie musicale se déplace à Broadway dans New York au St. James Theatre. La première représentation a lieu le 20 avril 2010. Au cours des représentations à Broadway, Armstrong interprète à quelques dizaines de reprises le rôle de St. Jimmy, provoquant une augmentation de la fréquentation du public. Après 421 représentations à Broadway, la dernière jouée le 24 avril 2011, le spectacle se déplace à travers tous les États-Unis pour une tournée nationale. Le 1er décembre 2011, il est annoncé que la comédie musicale tournera au Royaume-Uni et en Irlande à l'automne 2012 après sa tournée américaine. La tournée commencera le 9 octobre 2012 au Mayflower Theatre de Southampton et se terminera le 8 décembre au HMV Hammersmith Apollo de Londres. La comédie musicale a donné naissance à un album intitulé American Idiot: The Original Broadway Cast Recording, contenant les enregistrements studio des représentations.

## Accueil
La comédie musicale a été récompensée en 2010 par les Tony Awards des meilleurs décors et des meilleures lumières, Michael Mayer a reçu en 2010 le Drama Desk Award du meilleur metteur en scène, et l'album tiré de la comédie musicale a été récompensé en 2011 du Grammy Award du meilleur album de comédie musicale.